# OR Возничего
OR Возничего (лат. OR Aurigae) — одиночная переменная звезда в созвездии Возничего на расстоянии (вычисленном из значения параллакса) приблизительно 36812 световых лет (около 11287 парсеков) от Солнца. Видимая звёздная величина звезды — от +14,9m до +14,3m.

## Характеристики
OR Возничего — красно-оранжевая углеродная пульсирующая медленная неправильная переменная звезда (LB) спектрального класса C. Эффективная температура — около 4202 К.